# Tango Notturno
Tango Notturno è un film del 1937 diretto da Fritz Kirchhoff.

## Produzione
Il film fu prodotto dalla Fabrikation Deutscher Filme (F.D.F.) GmbH. e, con il titolo di lavorazione Notturno, venne girato agli Ufa-Ateliers di Neubabelsberg dal 4 ottobre al novembre 1937.

## Distribuzione
Il visto di censura numero B.47036 che ne vietava la visione ai minori venne registrato il 10 dicembre 1937. Distribuito dalla Terra-Filmkunst, il film fu presentato al Tauentzien-Palast di Berlino il 23 dicembre 1937.